# Moraea unifoliata
Moraea unifoliata är en irisväxtart som beskrevs av Robert Crichton Foster. Moraea unifoliata ingår i släktet Moraea och familjen irisväxter. Inga underarter finns listade i Catalogue of Life.